# Brahmaea zaba
Brahmaea zaba is een vlinder uit de familie van de herfstspinners (Brahmaeidae). De wetenschappelijke naam van de soort is voor het eerst geldig gepubliceerd in 1982 door de Freina.